# Região Geográfica Imediata de Brumado
A Região Geográfica Imediata de Brumado é uma das 34 regiões imediatas do estado brasileiro da Bahia, uma das 5 regiões imediatas que compõem a Região Geográfica Intermediária de Vitória da Conquista e uma das 509 regiões imediatas no Brasil, criadas pelo IBGE em 2017. É composta de 12 municípios.